# Daïra d'Aïn El Arbaa
La daïra d'Aïn El Arbaa est une circonscription administrative algérienne située dans la wilaya d'Aïn Témouchent et la région d'Oranie. Son chef-lieu est situé sur la commune éponyme de Aïn El Arbaa.

## Communes
La daïra regroupe les quatre communes de Aïn El Arbaa, Tamzoura, Sidi Boumedienne et Oued Sabah.